# Samsung SGH-A167
Samsung SGH-A167 é um telemóvel lançado pela Samsung Electronics.

## Revisão
A CNET deu ao SGH-A167 uma pontuação de 1,5 em 5. Sua qualidade de som decente e menus simples e claros foram muito apreciados. Mas a CNET também criticou a má qualidade do teclado e das fotos.